# 小舌擠喉擦音
小舌挤喉擦音是一种辅音，用在几种口语中。国际音标表记此音的符号是⟨χʼ⟩。

## 特征
小舌挤喉擦音的特征包括：
- 調音方法是摩擦，表示氣流通過位於調音部位的狹窄通道，發生湍流。

- 調音部位是小舌，即是以舌根部位抵住小舌調音。

- 發聲類型是清音，意味着發音時聲帶並不顫動。
- 本輔音是口腔輔音（口音），表示調音時空氣只從口裡流出。
- 氣流機制是擠喉音，通過將聲門向上擠壓而將空氣排出。

## 见于
| 语言       | 语言       | 词汇   | 国际音标 | 意义 | 注释 |
| ---------- | ---------- | ------ | -------- | ---- | ---- |
| 特林吉特语 | 特林吉特语 | xh'aan | [χʼàːn]ⓘ | 火   |      |

格鲁吉亚语中/qʼ/的同位异音。

## 更多
- 在PHOIBLE上搜尋含有[χʼ]的語言